# 弥生町 (津島市)
弥生町（やよいちょう）は、愛知県津島市の地名。丁番を持たない単独町名である。

## 地理
津島市西部に位置する。東は錦町、西は池麩町、南は今市場町、北は天王通りに接する。

## 歴史

### 沿革
- 1953年（昭和28年） - 津島市大字津島の一部により、同市弥生町として成立[1]。

## 世帯数と人口
2018年（平成30年）1月1日現在の世帯数と人口は以下の通りである。
| 町丁   | 世帯数 | 人口 |
| ------ | ------ | ---- |
| 弥生町 | 16世帯 | 27人 |

### 人口の変遷
国勢調査による人口の推移
| 1995年（平成7年）  | 56人 | [ 7 ]  |  |
| 2000年（平成12年） | 42人 | [ 8 ]  |  |
| 2005年（平成17年） | 28人 | [ 9 ]  |  |
| 2010年（平成22年） | 23人 | [ 10 ] |  |
| 2015年（平成27年） | 21人 | [ 11 ] |  |

## 学区
市立小・中学校に通う場合、学区は以下の通りとなる。また、公立高等学校に通う場合の学区は以下の通りとなる。
| 番・番地等 | 小学校           | 中学校             | 高等学校 |
| ---------- | ---------------- | ------------------ | -------- |
| 全域       | 津島市立北小学校 | 津島市立藤浪中学校 | 尾張学区 |

## 施設
- 真宗大谷派蓮慶寺[6]北緯35度10分37.7秒 東経136度43分38.4秒 / 北緯35.177139度 東経136.727333度
- 浄土宗蓮台寺[6]北緯35度10分38.6秒 東経136度43分41.2秒 / 北緯35.177389度 東経136.728111度

## 史蹟
- 津島市指定文化財 - 真野時綱墓[6]
- 愛知県指定文化財 - 木造弥阿上人座像・木造一向上人座像（ともに蓮台寺所蔵）[6]

## その他

### 日本郵便
- 郵便番号 : 496-0804[4]（集配局：津島郵便局[14]）。